# Дмитрієв Микола Ізмайлович

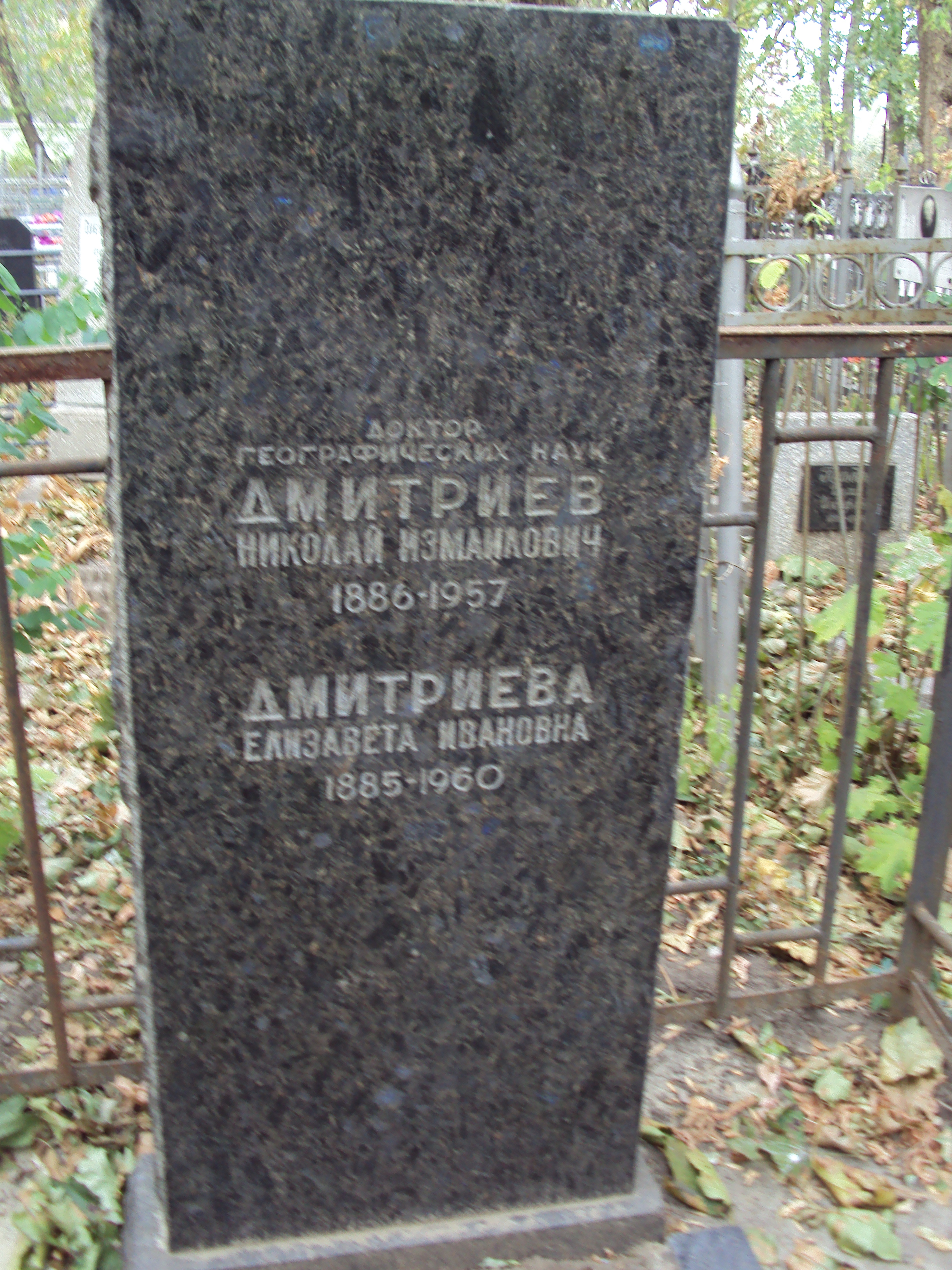
Поховання М. І. та Є. І. Дмитрієвих на 2-му Харківському кладовищі. Світлина DKM med.

Микола Ізмайлович Дмитрієв (нар. 27 березня (8 квітня) 1886 — 8 листопада 1957) — український геоморфолог, палеогеограф, гляціолог, геолог, доктор географічних наук (з 1938 р.), професор (з 1922 р.).
Народився 8 квітня 1886 року в селі Улянівка, тепер смт. Білопільського району, на Сумщині. У 1912 р. закінчив природниче відділення фізико-математичного факультету Харківського університету.
Ще будучи студентом, у 1909 р. М. І. Дмитрієв здійснив свою першу навколосвітню подорож. Спочатку він мандрував по країнах Західної Європи, а в Альпах навіть зійшов на Монблан. Потім через Атлантичний океан прибув до Північної Америки, де побував у США, відвідав Нью-Йорк, Сан-Франциско та інші міста; згодом через Тихий океан і Гавайські острови, Японію, Владивосток, Маньчжурію та Сибір повернувся до Харкова. По завершенню навчання М. І. Дмитрієв здійснив другу подорож, яка тривала у 1913—1914 рр. Цього разу він відвідав Австралію, Нову Зеландію, Нову Гвінею, Китай, Японію і знову через Сибір повернувся до Харкова. Наукові результати та враження від цих подорожей були опубліковані у кількох науково-популярних статтях («В голубых горах Австралии», 1915; «В области гейзеров Новой Зеландии», 1915).
Після другої подорожі М. І. Дмитрієв викладав географію в гімназії, а з 1916 р. — на кафедрі географії університету. У 1920 р. він склав магістерський іспит і був затверджений радою Харківського державного університету (ХДУ) приват-доцентом, а в 1922 р. отримав звання професора. Шість років (1928—1934) Микола Ізмайлович керував сектором фізичної географії Українського науково-дослідного інституту географії і картографії. З 1930 по 1941 рік він працював у Науково-дослідному інституті геології при ХДУ, а у 1943—1948 рр. очолював сектор геоморфології цього інституту.
На основі видатних праць у галузі геоморфології та четвертинної геології України М. І. Дмитрієв у 1938 р. був удостоєний наукового ступеня доктора географічних наук (pro honoris) без захисту дисертації. Після реевакуації в 1945 році ХДУ з Кизил-Орди, кафедра фізичної географії була поділена на дві: загальної фізичної географії та картографії і регіональної фізичної географії. Останню й очолив М. І. Дмитрієв, керуючи нею до 1957 р.
Вчений був знавцем природи України, одним з найкрупніших спеціалістів з геоморфології і палеогеографії нашої держави. М. І. Дмитрієв досліджував еволюцію рельєфу території України («К палеогеографии Украинской ССР в эпоху максимального (днепровского) оледенения и в последнюю межледниковую эпоху», 1952; «Формы рельефа и ландшафты УССР, связанные с оледенением», 1955), на базі геологічної будови і рельєфу вперше здійснив її геоморфологічне районування («Географическое положение и орография Украины», 1928; «Геоморфологическое расчленение Украины», 1934). Він є автором перших узагальнень геоморфології території України: у 1936 р. вийшов друком його геоморфологічний нарис «Рельєф УСРР», у 1938 р. — «Геоморфология Украинского кристаллического массива», а в 1958 р. — «Рельеф Харьковской области». У своїй головній роботі («Рельєф УСРР» (геоморфологічний нарис). — Харків: Радянська школа, 1936. — 168 с.) М. І. Дмитрієв виділив і описав на території України 14 геоморфологічних районів.
Повний перелік його опублікованих наукових праць включає 52 найменування. В більшості з них він встановлює поширення і геологічну будову семи терас Середнього Придніпров'я («Про тераси середнього Дніпра», 1936; «О количестве и возрасте террас среднего Днепра», 1937), доводить існування в Україні тільки одного древнього зледеніння і уточнює його межу («К следам ледникового периода в Харьковской губернии», 1915; «Межа розповсюдження наметків Дніпровського язика Скандинаво-Руської льодовикової поволоки», 1928; «О возрасте Днепровского оледенения», 1950), встановлює південну межу моренних відкладів антропогенового зледеніння на території України («Межа поширення морени й валунів на схід від Псла між Яреськами й Лютенькою», 1935). М. І. Дмитрієв докладно описав льодовикові і водно-льодовикові форми рельєфу України («Форми поверхні України, витворені безпосередньо льодовиком», 1930), вперше вивчив і закартував так звані мертві (прохідні) долини («Ледниковые долины области Днепровского оледенения и прилегающей к ней полосы», 1940). Багато уваги він приділяв питанню походження лесу і вивченню лесової серії («К вопросу о времени образования лесса на Украине», 1926). М. І. Дмитрієв вивчав антропогенові відклади України («Четвертичная система», 1947). Він обґрунтував походження, поширення і стратиграфію лесових порід («К вопросу о происхождении лёсса УССР», 1952; «О стратиграфии лёссовых пород Среднепровья и соотношении лёссовых и моренных горизонтов», 1957), картографував тераси річкових долин Дніпра та інших річок («Тераси правобережжя Псла між Балаклією і Прусівкою», 1940).
Кілька статей Миколи Ізмайловича присвячені історії геоморфологічного вивчення України і характеристиці діяльності окремих видатних вчених, що працювали в Харківському університеті («Выдающийся русский географ А. Н. Краснов», 1952; «Вклад В. Ф. Леваковского и А. В. Гурова в геоморфологию УССР», 1953; «Геоморфология в Харьковском университете», 1955).
За його редакцією і при особистій участі були опубліковані: навчальна фізико-географічна карта УРСР (М 1:1000000), геоморфологічна карта України, кілька палеогеографічних карт, що характеризують плейстоцен нашої території, карта четвертинних відкладів України та ін. Професор М. І. Дмитрієв справедливо вважається одним із основоположників харківської школи геоморфологів. На жаль, деякі його роботи, наприклад, «Рельеф УССР (морфографический очерк)», так і залишилися рукописами.
Микола Ізмайлович керував фізико-географічними і геоморфологічними вишукуваннями в районі будівництва Каховського гідровузла («О геологическом строении Запорожской области», 1957) і на території Харківського адміністративного економічного району. Він був активним учасником міжнародних, союзних, республіканських з'їздів, конґресів, конференцій і нарад, незмінним редактором збірника наукових праць географічного факультету ХДУ.
Немало праці вклав М. І. Дмитрієв у підготовку наукових кадрів через студентські наукові гуртки і аспірантуру. Творча атмосфера дискусії була типовою для аспірантського семінару, яким він керував. З 1947 р. і до дня смерті М. І. Дмитрієв очолював Харківський відділ Географічного товариства, сприяючи популяризації географічних знань.
Помер М. І. Дмитрієв у Харкові 8 листопада 1957 р. Похований М. І. Дмитрієв на 2-му Харківському кладовищі.
Вероніка Миколаївна Дмитрієва (1918—1996), дочка М. І. Дмитрієва і Єлізавети Іванівни Дмітрієвої (до шлюбу Милославської) (1885—1960), дружина сина професора Наталії Десятової-Шостенко — Юрія Володиміровича Шостенка (1919—1999), кандидата хімічних наук, зав.відділом у Державному науковому центрі лікарських засобів (ДНЦЛЗ). В. М. Дмитрієва також кандидат хімічних наук, працювала в інституті «Монокристалів». Крім своїх професійних досягнень, стала відома як краєзнавець, автор доповідей про перебування Ф. Нансена в Харкові;   про відомого ботаніка А. М. Краснова, вчителя її батька проф. М. І. Дмитрієва. Публікацію щодо 100 -річчя М. І. Дмітрієва зробив харківський краєзнавець Микола Олександрович Корж (1919—2011).